# Wolfgangthal
Wolfgangthal ist eine Ortslage in der Wolfgangseeregion des Salzkammerguts in Oberösterreich wie auch Katastralgemeinde der Gemeinde St. Wolfgang im Salzkammergut im Bezirk Gmunden.

## Geographie
Wolfgangthal befindet sich gut 35 Kilometer östlich von Salzburg, um die 7 Kilometer westlich von Bad Ischl, unmittelbar an der Landesgrenze Salzburg–Oberösterreich.
Das Gebiet umfasst mit 3318,09 Hektar die ganze östliche Hälfte der Gemeinde St. Wolfgang im Wolfgang-/Ischltal, vom Schwarzenbach (Moosbach) – dem Abfluss des Schwarzensees – bis zum Grenzgraben, der Gemeindegrenze zur Stadt Bad Ischl. Die Südgrenze bildet die Ischler Ache (Ischl).
Zum Katastralgebiet gehören – talauswärts – die Ortschaften Mönichsreith, Graben, Rußbach, Radau, Weinbach, Windhag und Wirling (der Ort Aschau ist schon ein Teil des Ischler Stadtteils Haiden). Das sind zusammen um die 550 Adressen mit 1600 Einwohnern, etwas mehr als die Hälfte der Gemeindebürger. Die Katastralgemeinde entspricht weitgehend dem Zählsprengel Rußbach-Weinbach, Mönichsreith wird aber noch bei St.Wolfgang i.Salzkammerg erfasst.
Das Gebiet zieht sich links im Tal bis in die Berge der Schafberggruppe und umfasst die Senke um den Haleswiessee. Es spart den Schwarzensee und die Moosalm aus, die zur Katastralgemeinde St. Wolfgang gehören. Nördlich bilden Breitenberg (1412 m ü. A.) und Fachbergsattel (ca. 900 m ü. A.) die Grenze, westlich zu St. Gilgen, und damit ebenfalls Landesgrenze (Atterseer Teile dieser Gemeinde), dann zu Steinbach. Östlich läuft die Grenze über den Nord–Süd-Grat des Leonsbergs (Zimnitz, Gipfel 1745 m ü. A.).
|                                                    | Unterburgau (Gem. Sankt Gilgen, Bez. Salzburg-Umg., Sbg.) | Steinbach am Attersee (Gem. Steinbach a. A., Bez. Vöcklabruck) |
| St. Wolfgang                                       | Kompassrose, die auf Nachbargemeinden zeigt               | Haiden (Gem. Bad Ischl)                                        |
| Weißenbach (Gem. Strobl, Bez. Salzburg-Umg., Sbg.) | Aigen (Gem. Strobl, Bez. Salzburg-Umg., Sbg.)             | Lindau (Gem. Bad Ischl)                                        |

## Nachweise
- 40717 – St. Wolfgang im Salzkammergut. Gemeindedaten der Statistik Austria